# 摘草する女
『摘草する女』（つみくさするおんな、英: Woman Gathering Herbs）は、日本の洋画家黒田清輝が1891年（明治24年）に描いた絵画。黒っぽい衣服を身につけた年若い婦人が、広々とした野原で野草を摘みとっている様子が描かれている。『摘草』（英: Gathering Herbs）とも表記される。カンヴァスに油彩。縦128.5センチメートル、横94.5センチメートル。東京国立博物館に所蔵されている。

## 由来

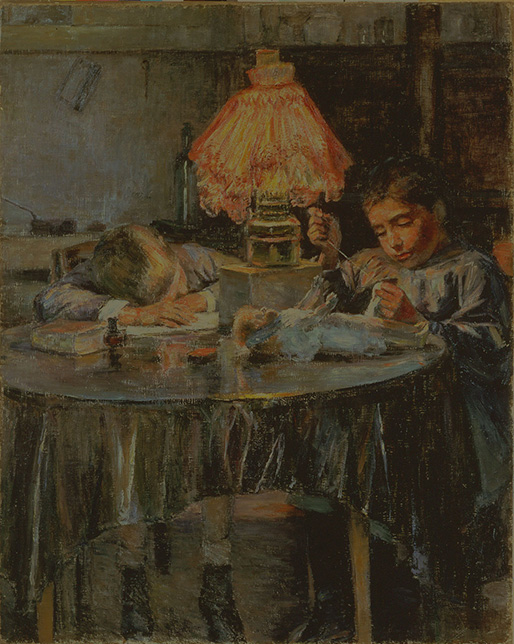
黒田清輝『洋燈と二児童』、1891年、ひろしま美術館所蔵

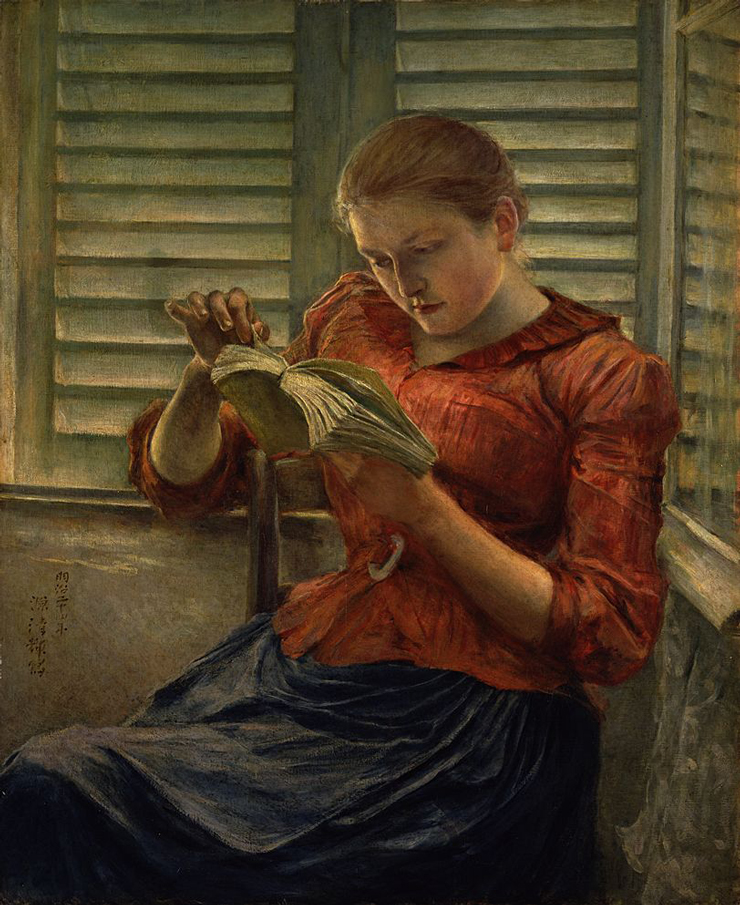
黒田清輝『読書』、1890年 - 1891年、東京国立博物館所蔵

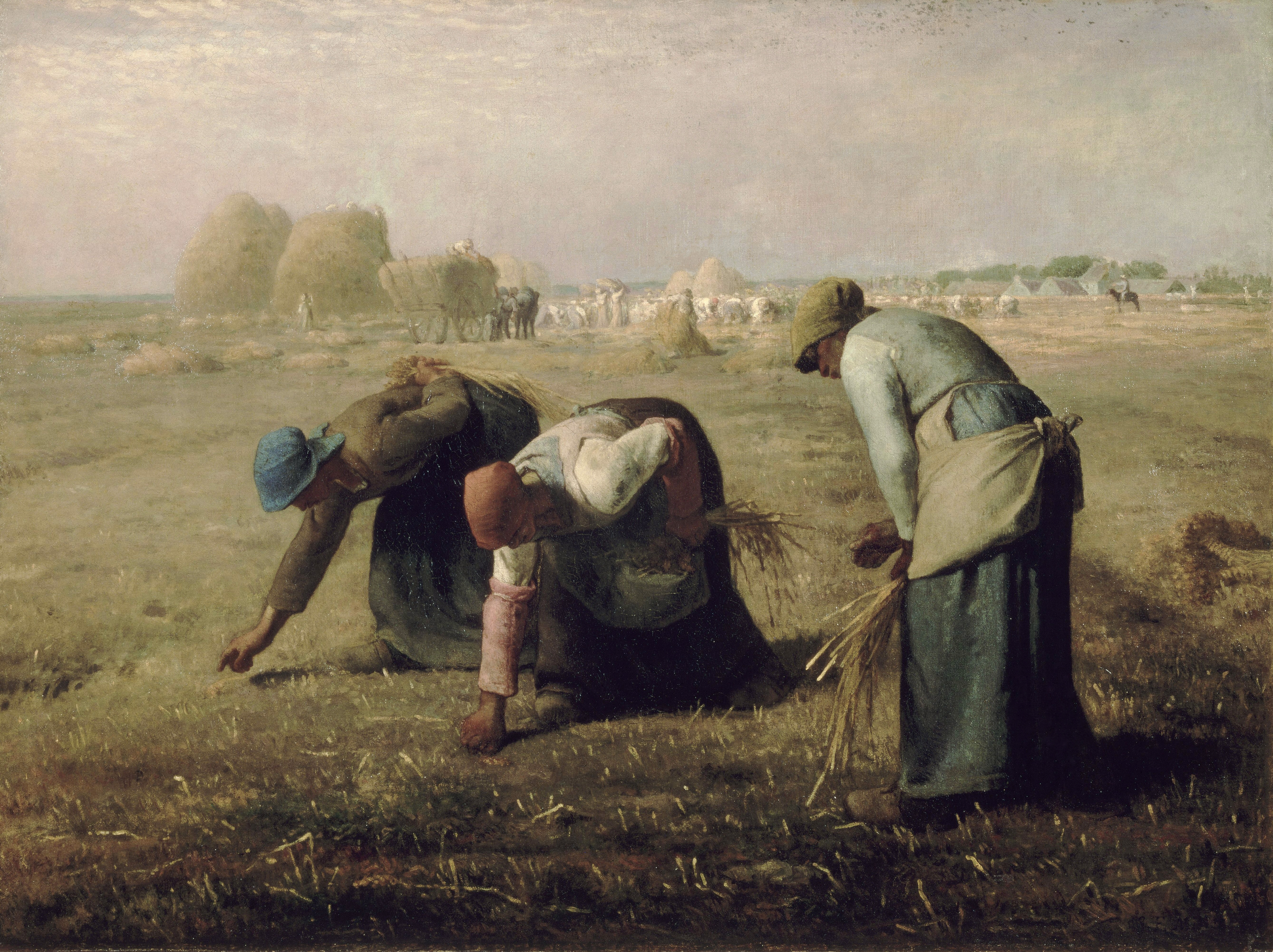
ミレー『落穂拾い』、1857年、オルセー美術館所蔵、パリ

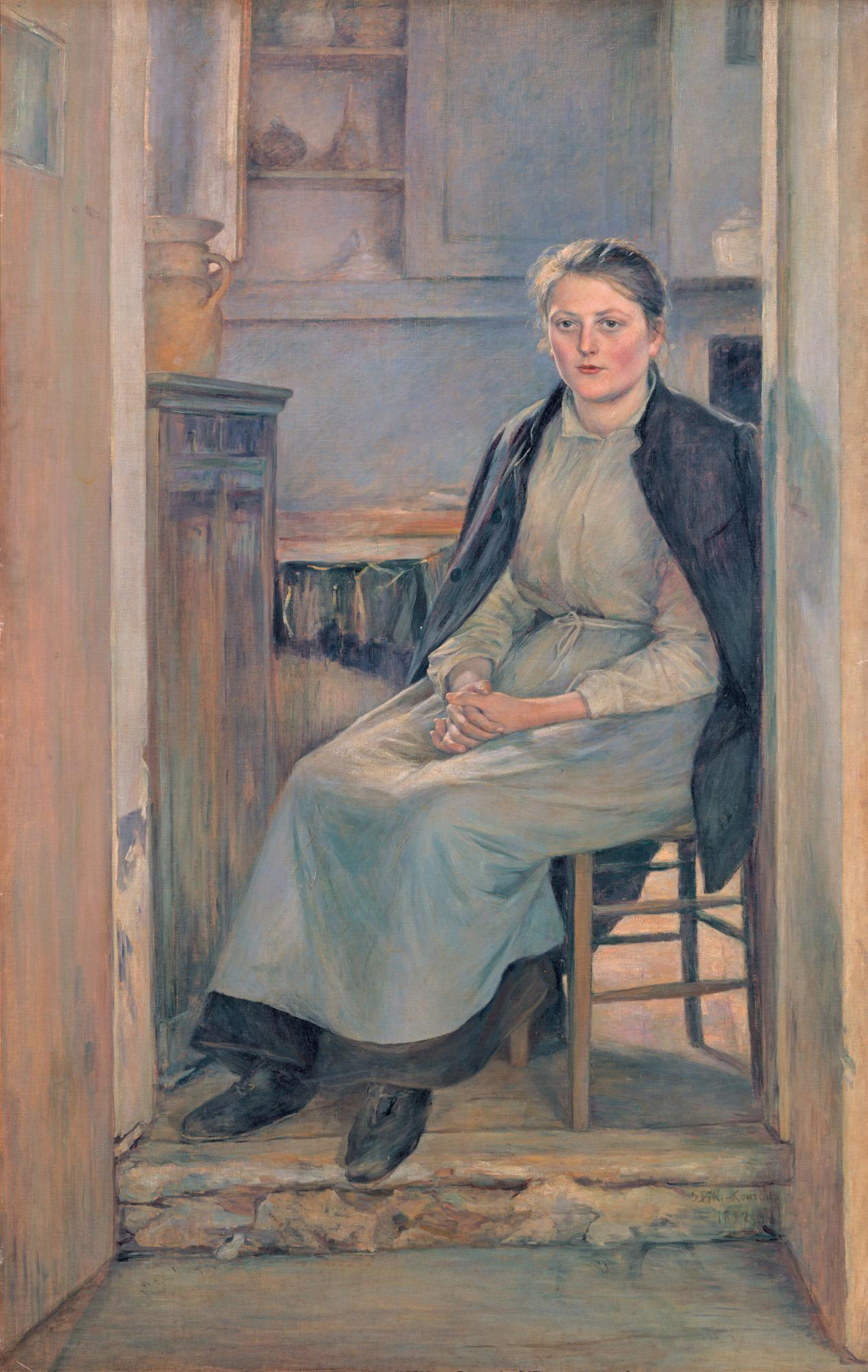
黒田清輝『婦人像（厨房）』、1891年 - 1892年、東京藝術大学大学美術館所蔵

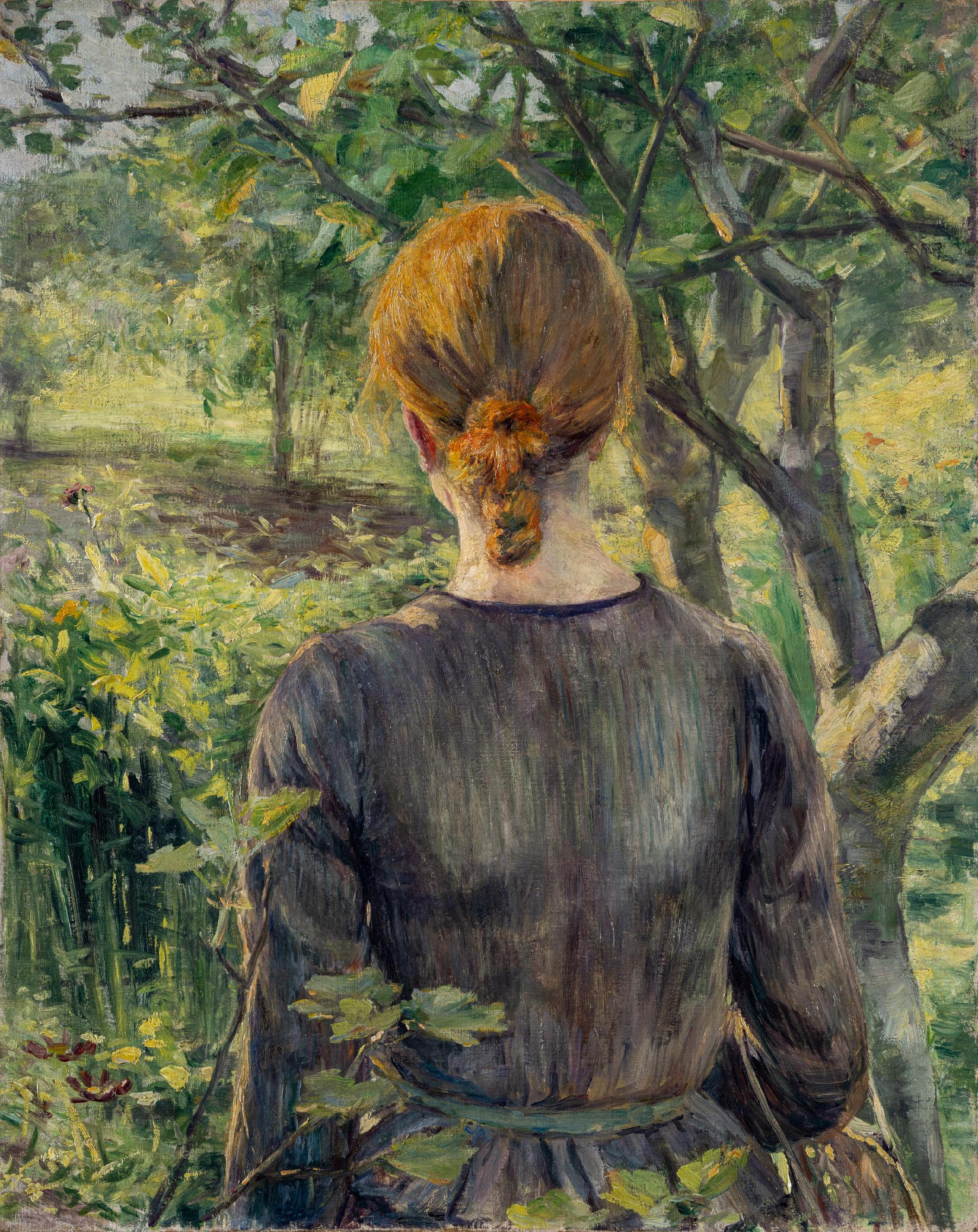
黒田清輝『赤髪の少女』、1892年、東京国立博物館所蔵

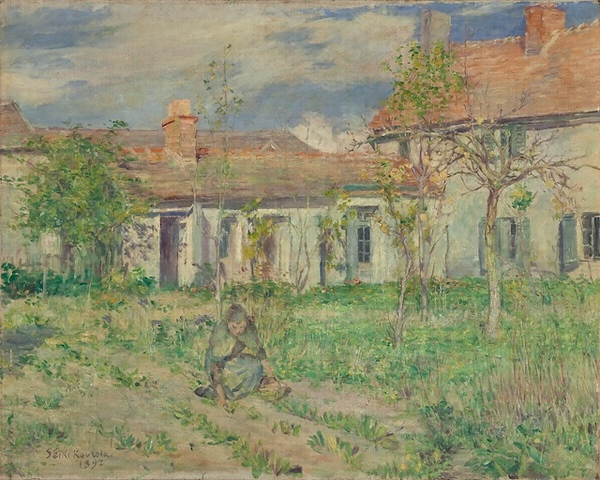
黒田清輝『草つむ女』、1892年、東京富士美術館所蔵

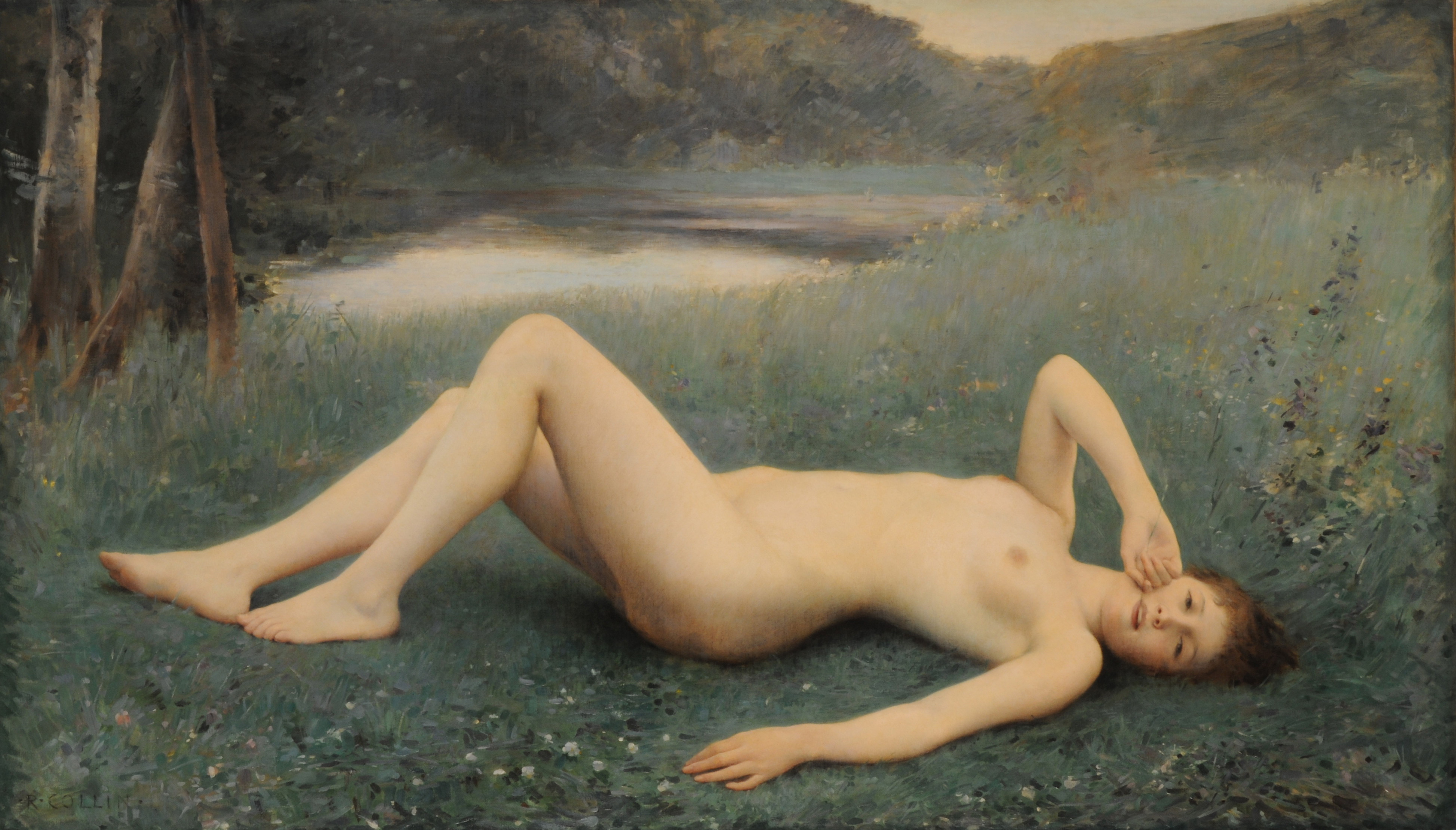
コラン『花月』、1886年、アラス美術館所蔵

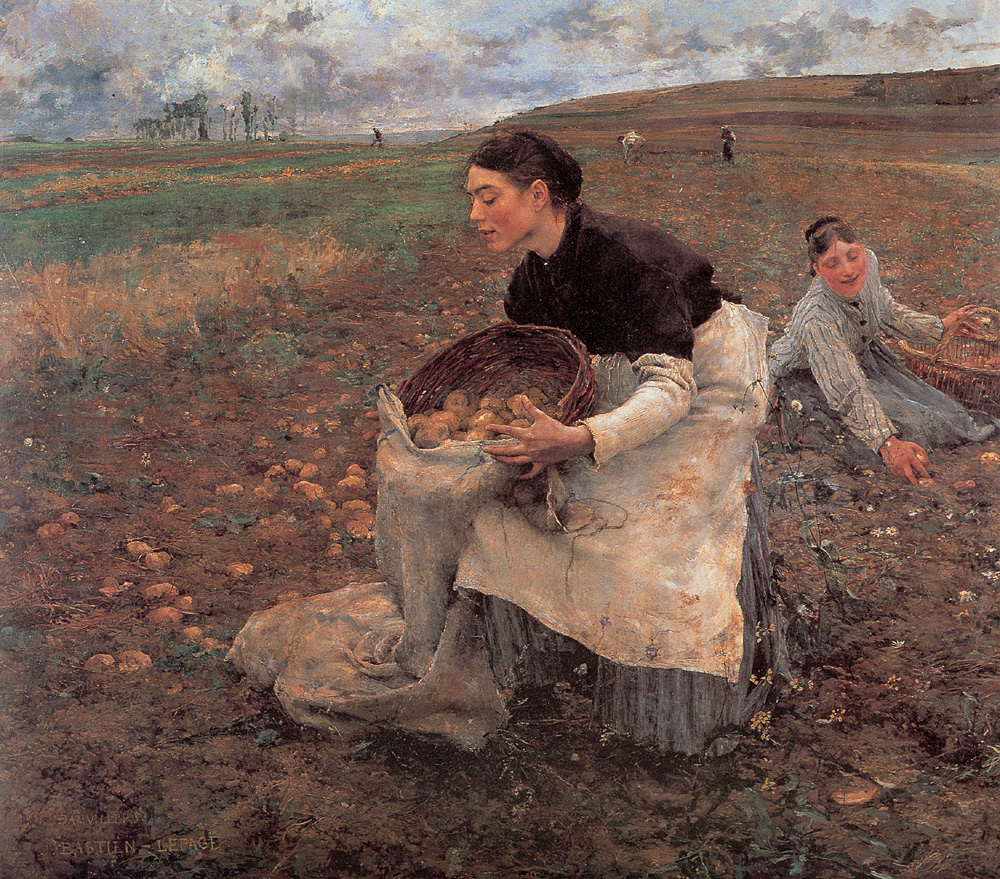
バスティアン＝ルパージュ『10月の季節、馬鈴薯の収穫』、1879年、ビクトリア国立美術館所蔵、メルボルン

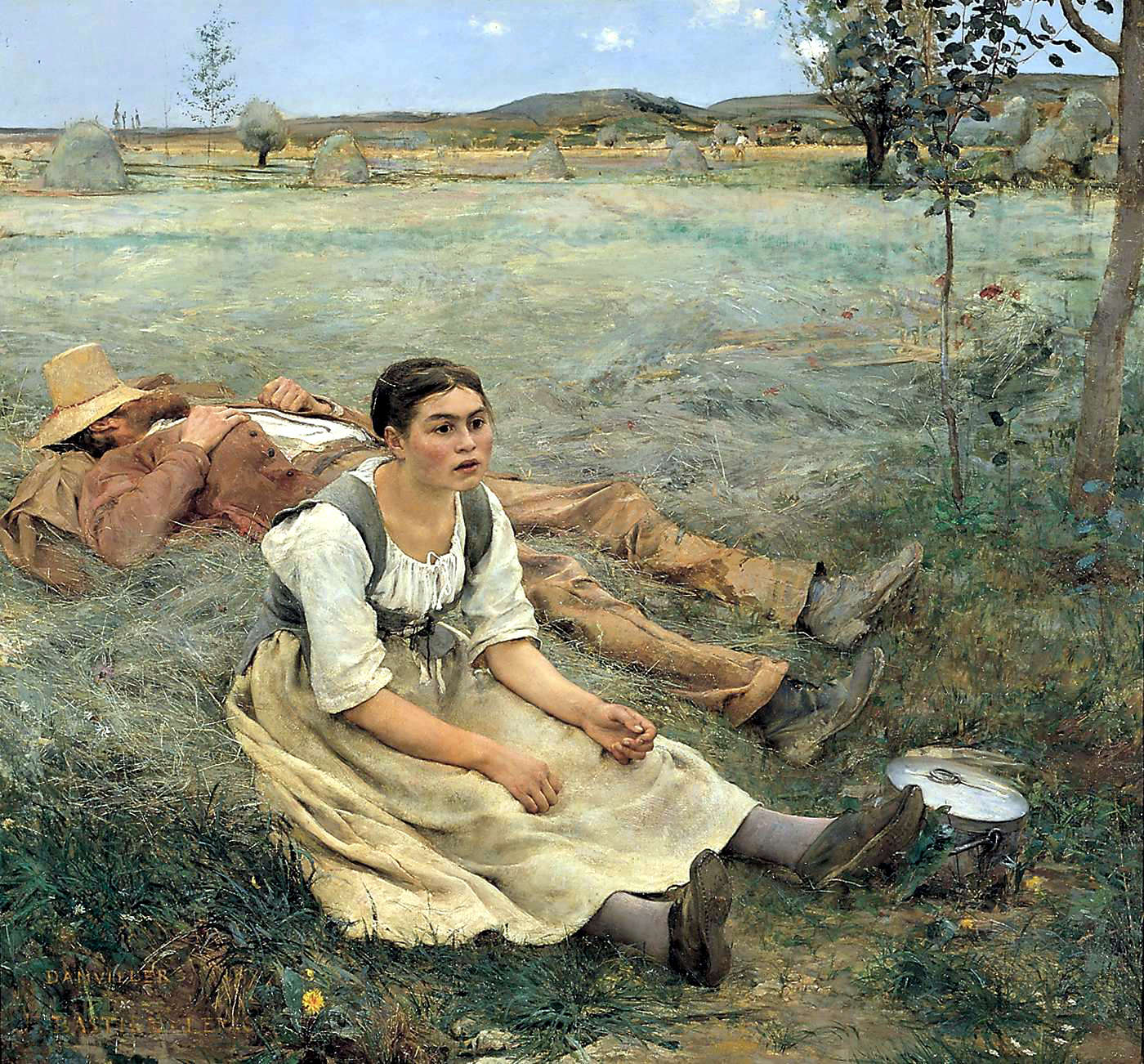
バスティアン＝ルパージュ『干し草』、1877年、オルセー美術館所蔵、パリ

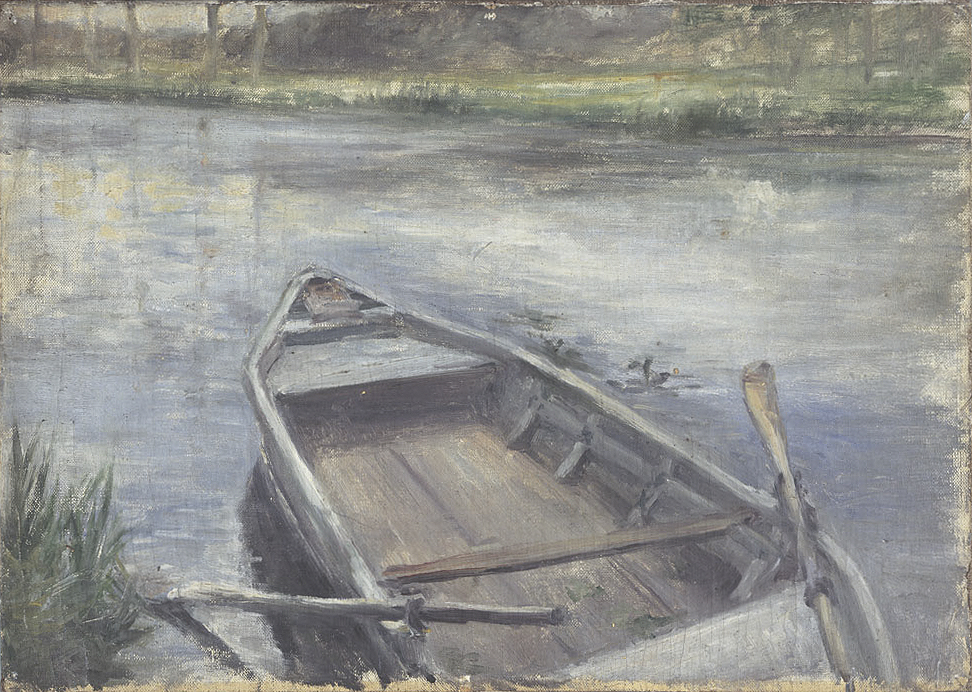
黒田清輝『舟』、1889年 - 1890年、東京国立博物館所蔵

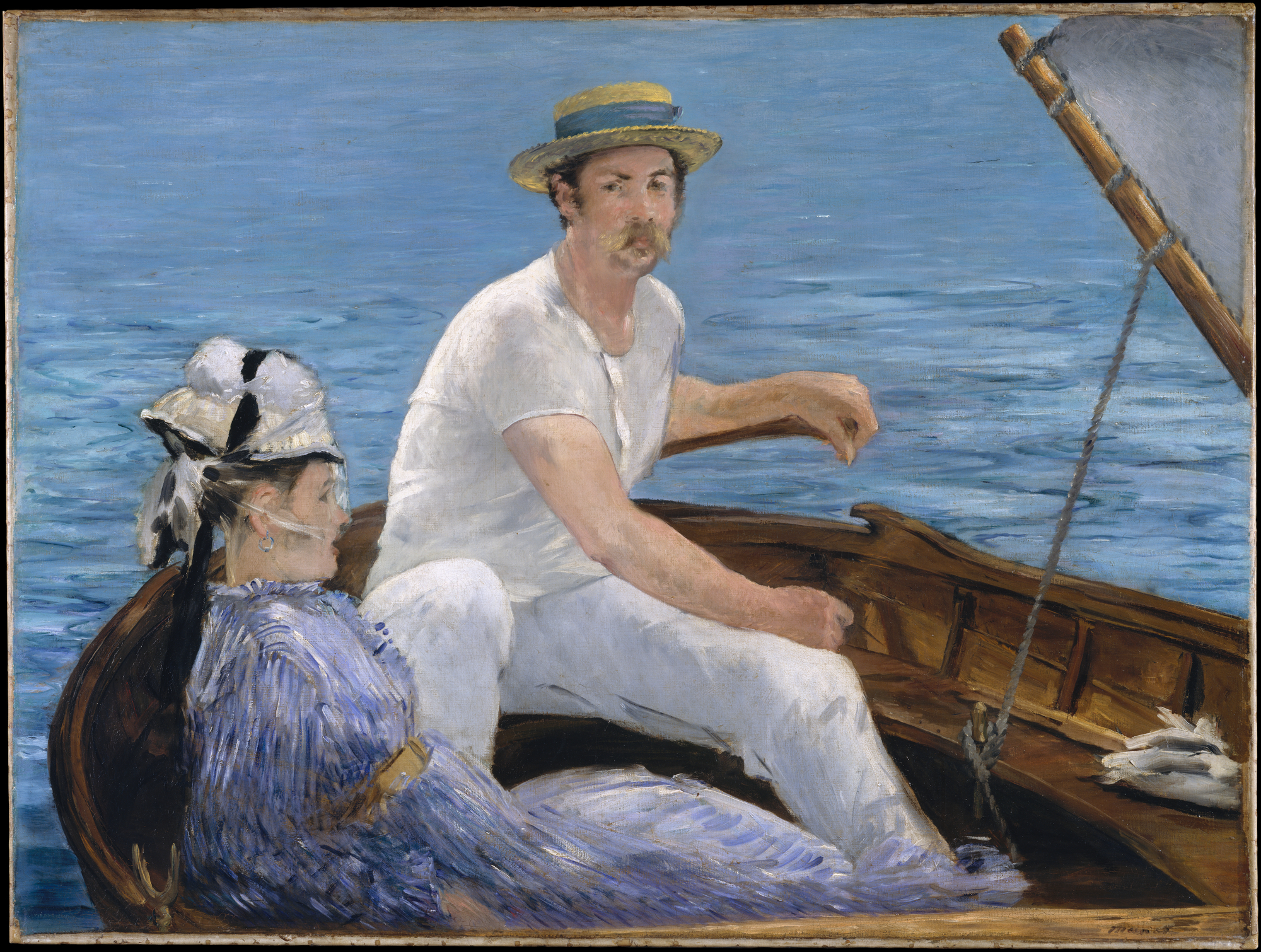
マネ『舟遊び』、1874年、メトロポリタン美術館所蔵

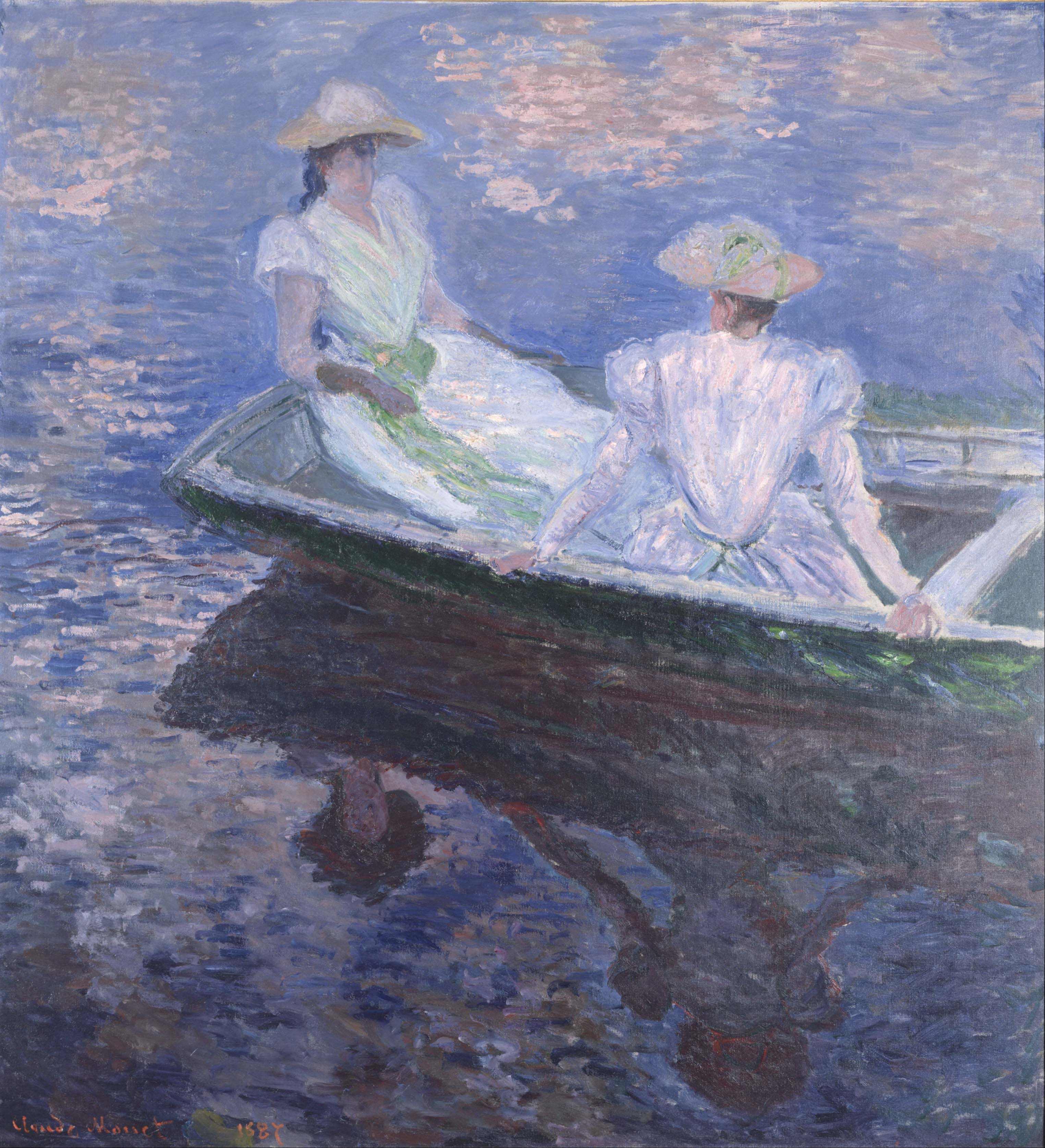
モネ『舟遊び』、1887年、国立西洋美術館所蔵

1891年（明治24年）の年明けをフランス・パリで迎えた黒田は、1月4日ごろにパリ近郊の芸術家村、グレー＝シュル＝ロワンに移った。その年の1月上旬から中旬にかけての同村の気温は平年よりも低い日が多かった。この寒冷な気候の中で製作された作品のうちの1つに、縫いものをしている少女と腕を枕の代わりにしてうつ伏せになって眠っている少年を描いた『洋燈と二児童』（1891年、ひろしま美術館所蔵）がある。
2月下旬になると、春のような温暖な気候になり、黒田は同月20日から本画『摘草する女』の製作を同村で開始した。彼は、養父の清綱に宛てた同日付けの書簡に次のように記している。
共進会へ出品の期も段々近づきし為いそがしく相成候 今日より又々別ニ一つかき始メ申候 田舍の女子が野ニてよめなを摘む処の図ニ御座候 此頃の天気ハ真ニ春ニ御座候—黒田清輝、『黒田清輝日記』、1891年2月20日
黒田はその年の2月から3月にかけて、サロンに出展された『読書』（1890年 - 1891年、東京国立博物館所蔵）の補筆や額装を行っている。美術史家の隈元謙次郎による論文『滞仏中の黒田清輝』が発表された1940年（昭和15年）当時の本画の所蔵者は、四代目山口吉郎兵衛である。2010年度の三菱一号館美術館年報では個人蔵となっており、2014年度の同年報では三菱一号館美術館寄託となっている。

## 作品
農村の広大な面積をもつ野原で、年若い婦人がそこに生息している野草を摘みとる労働作業に従事している様子が描かれている。季節は、野草が芽吹きつつある春の初めごろである。画面の前景中央に描かれた婦人は、黒っぽい衣服を身にまとっている。
婦人は、草地に右ひざをついて右腕を前方に伸ばし、野菊の一種のヨメナを摘みとっている。婦人が左手に持っているかごなどは、木炭による素描がそのまま活かされている。画面には、ところどころに塗り残された箇所がある。
グレー村が属するフランス北部地域では、例年秋から春にかけては天候がくもりの日が多い。本画が全体的に薄い色調で描かれ、婦人らが柔らかくぼんやりとした光の中にいるのは、そのことを反映している。黒田がこの頃の作品でしばしば用いていた対角線構図によって、画面に奥行きが生まれている。
婦人の左後方には、鑑賞者に背を向けた少女の姿が小さく描かれている。少女は、摘みとるヨメナを見つけ出そうとして前かがみの姿勢になり、足もとの草地を見ながら歩を進めている。画面の最右下部に “SEYKI-KOVRODA” との署名が入っているが、年記はない。
19世紀の末期のフランスの田園地帯では、干し草がうずたかく積まれた積みわらが見られた。本画の遠景に描かれた積みわらは、バルビゾン派の代表的な画家ジャン＝フランソワ・ミレーの作品の複製図版を手に入れて研究した黒田が、ミレーの『落穂拾い』（1857年、オルセー美術館所蔵、パリ）などの影響を受けたものではないかとの指摘がなされている。

## モデル
本画のモデルは、『婦人像（厨房）』（1891年 - 1892年、東京藝術大学大学美術館所蔵）『赤髪の少女』（1892年、東京国立博物館所蔵）『読書』と同じくマリア・ビョー（仏: Maria Billaut、1870年 - 1960年）という女性である。マリアは、ドイツ人の血を引く東部フランス人である。
美術史家の隈元謙次郎によると、マリアは無邪気な性格をしていた。髪はブロンドで、肌は白く血色が良かった。父親は、ユージェーヌ・ビョー（Eugène Billault、1835年 - 1886年）である。母親は、セリーヌ・ローズ・ジョゼフィーヌ・ベラミー（Céline Rose Joséphine Bellamy、1835年 - 1913年）といい、グレー村で生まれた人物である。黒田は、マリアの姉のセリーヌが所有していたグレー村の小住宅をアトリエ兼住居として使っていた。

## 比較
『草つむ女』（くさつむおんな、英: Woman Plucking Grasses）は、黒田が1892年（明治25年）に描いた絵画である。東京富士美術館に所蔵されている。この絵に描かれた婦人のモデルも、マリア・ビョーである。画中の婦人は、『摘草する女』の婦人とほぼ同じポーズで草摘みをしている。
黒田は、『草つむ女』をグレー村のパンション・ローランの庭で描いたとされる。彼は、パンション・ローランは広々としており、庭からはセーヌ川の支流であるロワン川を望むことができたほか、マリアの姉に食事を作ってもらうなど、とても恵まれた環境であったとの旨を述べている。黒田は、グレー村滞在時代の後期に色調の明るい作品を多く製作した。美術史研究者の荒屋鋪透は、『草つむ女』もそうした特徴をもつ作品であるとしている。
『摘草する女』は、背景の地平線が画面の高い位置に設定されている点では、黒田が師事したラファエル・コランの『花月』（フロレアル、仏: Floréal、1886年、アラス美術館所蔵）などと共通する。

## 影響
美術史学者の三浦篤は、本画は主題などの点において、農業に従事する婦女を描いた、自然主義の画家ジュール・バスティアン＝ルパージュの『10月の季節、馬鈴薯の収穫』（1879年、ビクトリア国立美術館所蔵、メルボルン）や『干し草』（1877年、オルセー美術館所蔵、パリ）と一続きの作品として考えられるとの旨を述べている。
また三浦は、ジャポニスム的な造形をもつ、エドゥアール・マネ『舟遊び』（1874年、メトロポリタン美術館所蔵）やクロード・モネ『舟遊び』（1887年、国立西洋美術館所蔵）の影響を受けて、黒田が『舟』（1889年 - 1890年、東京国立博物館所蔵）を描いたと考えられるのと同様に、本画『摘草する女』も、ジャポニスムの影響を受けていると考えられる『干し草』に影響を受けた作例、すなわちジャポニスムが還流した作例ということができるのではないかとしている。

## 評価・解釈
1894年（明治27年）10月28日付けの『二六新報』に “X・Y・Z” との署名で書かれた、第6回明治美術会展を批評した記事「明治美術曾漫評」が掲載されており、その中に本画に関する次のような評価がある。この “X・Y・Z” は、洋画家の長原孝太郎のこととされる。
黒田清輝氏の「下婢」「摘草」「裸美人」この三点最も見る可し 就中「摘草」は運筆着色共に淡々の中に軽妙の技を弄し而かも意匠の斬新なるを見る—X・Y・Z、「明治美術曾漫評」、『二六新報』、1894年10月28日
美術研究者の三輪英夫は、身近な事物を題材にして即興的にスケッチ的な作品を仕上げるところに黒田の芸術家としての資質が表れているということができるが、その背後には、本画に見られるような身近な事物に対する愛情や親しみがあった、との見方を示している。三菱一号館美術館のウェブサイトには、婦人と比較してかなり小さく描かれた少女の存在によって、作品全体のバランスがとれているとの旨の見方が掲載されている。